# Корпусный Пост (станция)
Не следует путать с недействующей платформой Корпусное Шоссе.
Ко́рпусный По́ст — один из путевых постов на бывшей Путиловской ветви в Санкт-Петербурге, ныне узловая станция. Является частью железнодорожной развязки этой ветви с Балтийским направлением ОЖД и параллельным ему соединением с «южной портовой ветвью» через близлежащую станцию Нарвская. Пост ранее входил в систему развязки частной Путиловской железной дороги с принадлежащей государству Варшавской дорогой. В начале XXI века развязка ликвидирована.
Станция открыта в 1889 году. Название восходит к появившемуся здесь в XIX веке Корпусному шоссе, которое было названо так потому, что пересекало огороды полков гвардейского корпуса, а также огороды Семеновского и Преображенского полков. Впоследствии рядом возникли Корпусный аэродром, Корпусный проезд, пассажирская платформа Корпусное шоссе.
На станции 2 пути, от которых отходят соединительные ветви к станциям Нарвская и Броневая. До 2005 г. пути над станцией пересекал пешеходный мост. Он был снесён в 2005 году при строительстве скоростного автомобильного Митрофаньевского путепровода, открытого в 2007 году. Также при строительстве путепровода было снесено и административное здание станции Корпусный пост, имевшее вид двухэтажной кирпичной башни.
В восточном направлении пути станции за железнодорожным мостом над Московским проспектом располагается путевое хозяйство бывшего Цветочного поста, ныне станция Цветочная. В западном направлении от Корпусного поста Путиловская («северная портовая») ветвь, к станции Новый Порт проходит по мостам над улицей Маршала Говорова и проспектом Стачек.
От соединения с Варшавской линией остались два путепровода: через нынешнюю Варшавскую улицу, проложенную вдоль ликвидированных в 1960-х гг. основных путей, а также через более позднее соединение Варшавской линии с Балтийской. Кроме того, непосредственно под автомобильным путепроводом имеется мост через бывшее русло Лиговского канала, засыпанное в этом месте в 1960-х гг.
В 2023 году на территории ведётся интенсивное строительство масштабной автомобильной развязки ЗСД и ВСД.
В 2024 году стало известно о создании новых внутренних петербургских пассажирских диаметров (Гатчина—Токсово и полукольца Ораниенбаум—Белоостров), на планах которых станция Корпусный Пост оказывается ключевым узлом. Мост через Московский проспект перестраивается для ВСД, который в этом месте идёт параллельно Путиловской линии. Для пассажирских диаметров ожидается создание платформ для пересадки на метро «Электросила», близлежащая станция Броневая также станет пересадочным узлом с новой станцией метрополитена «Броневая».